# Mesembryanthemum crystallinum
Espèce
Classification phylogénétique
La ficoïde glaciale (Mesembryanthemum crystallinum) ou Gros-pourpier est une plante de la famille des Aizoacées, originaire du sud-est africain. Elle pousse de préférence dans un environnement à salinité moyenne. Elle est cultivée pour l'ornement, et parfois pour la consommation.

## Synonymes
Dans l'inventaire national du patrimoine naturel :
- Cryophytum crystallinum (L.) N.E.Br., 1926
- Gasoul crystallinum (L.) Rothm., 1941
- Mesembryanthemum glaciale Haw., 1819

## Description morphologique

### Appareil végétatif
C'est une espèce succulente au port rampant, dont la hauteur ne dépasse généralement pas 7 ou 8 cm, mais dont les tiges peuvent atteindre de 20 à 60 cm de long. Ces tiges, ramifiées et tombantes, sont couvertes de petites "perles" scintillantes, qui sont des  vésicules ou cellules hypertrophiées, vitrifiées, contenant de grandes quantités d'eau. Les feuilles, de 2 à 10 cm de long, ont une surface fortement ondulée et sont ovales ou en forme de spatule.

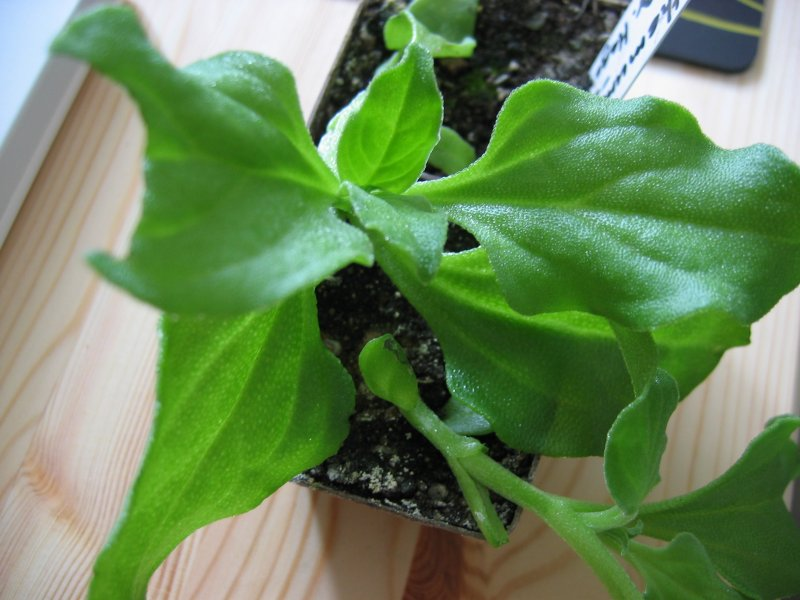
Jeune plant.

Mesembryanthemum crystallinum
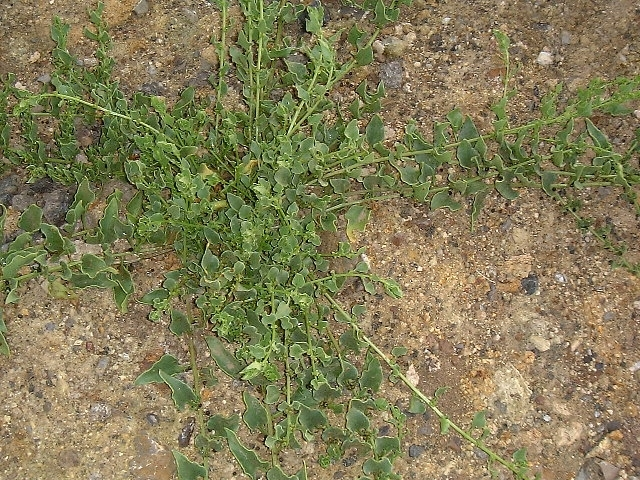
Une plante s'étale sur le sol.
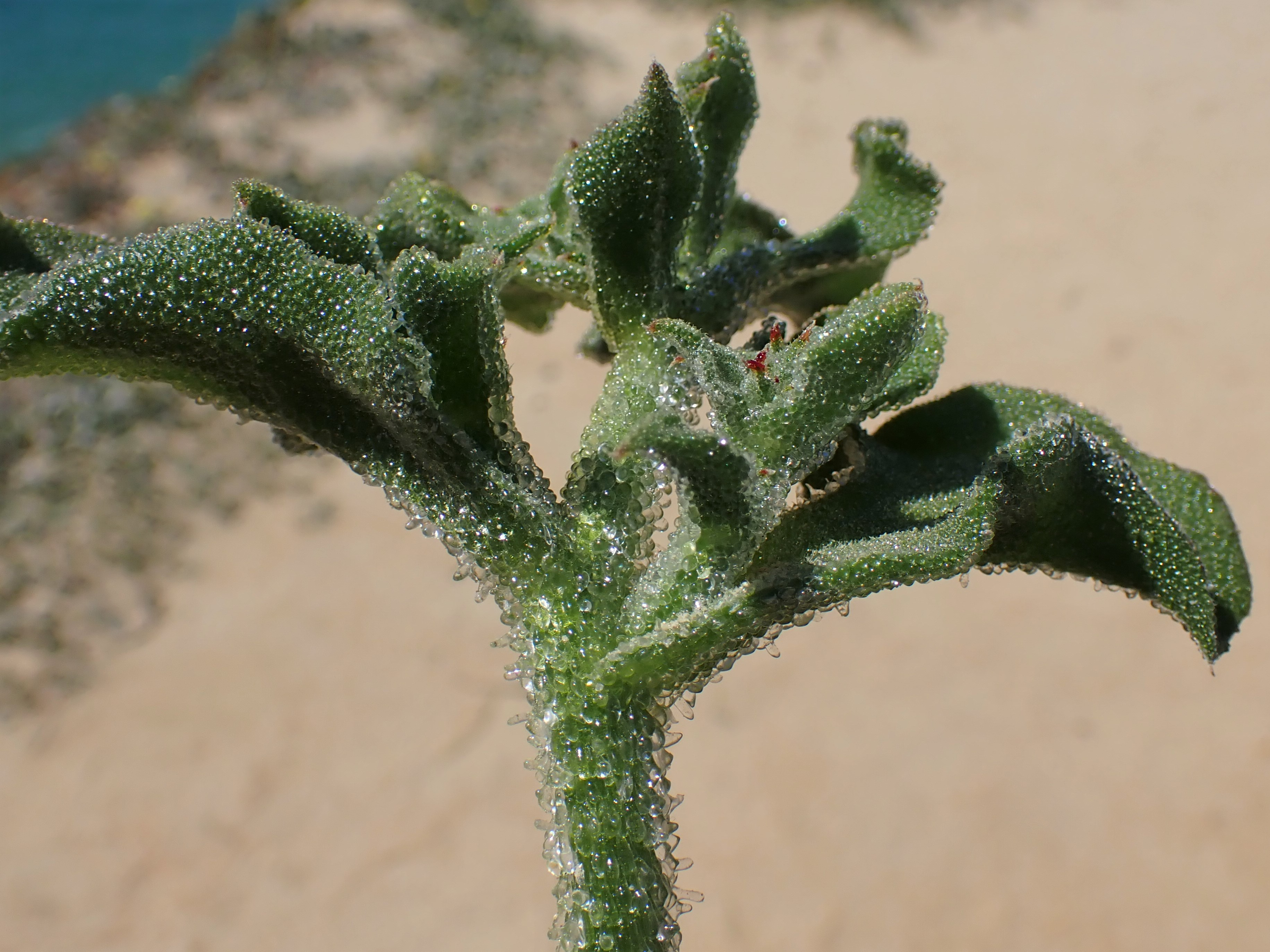
Partie de tige.
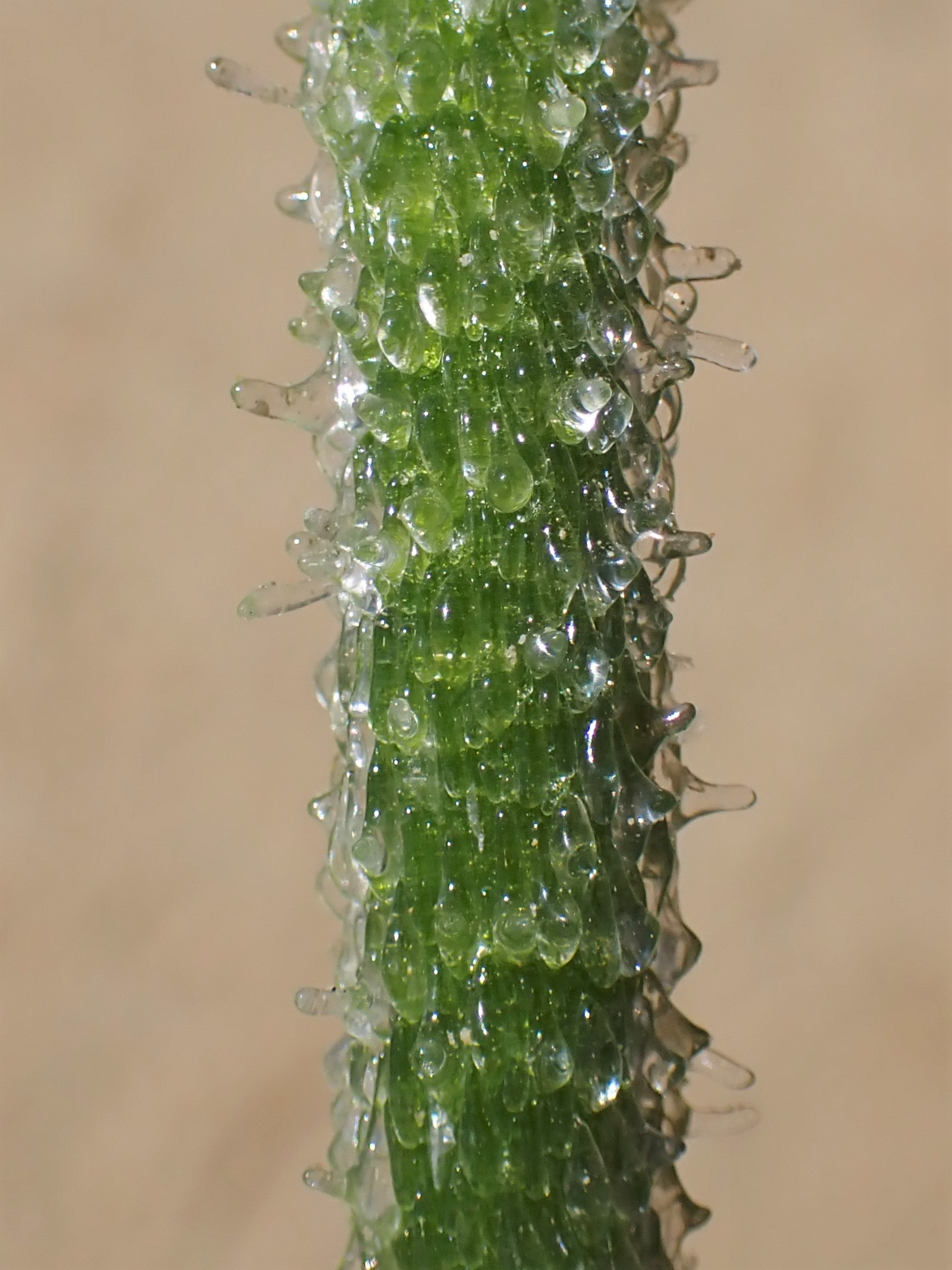
Détail de tige.

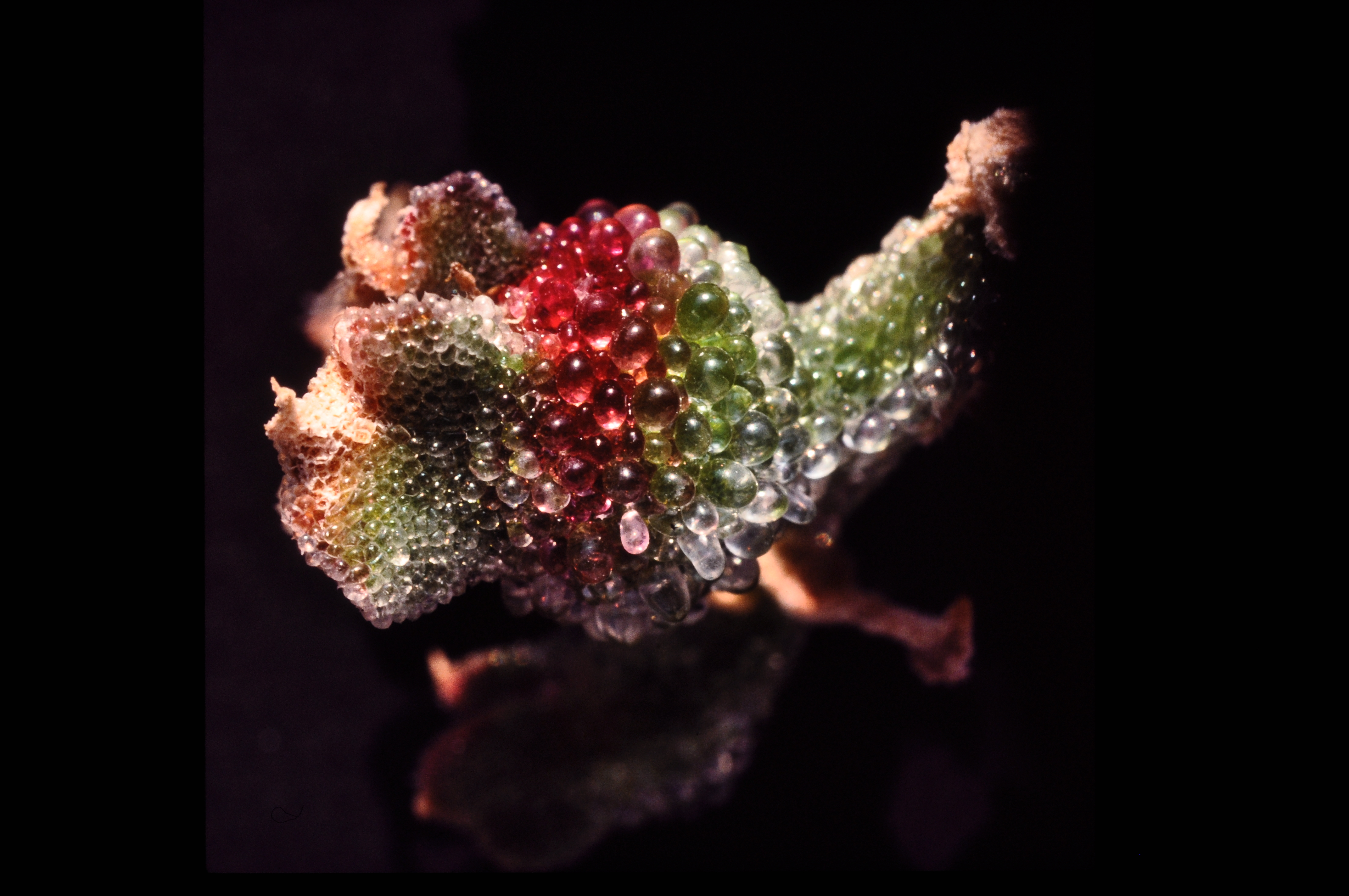
Renflement sur tige.
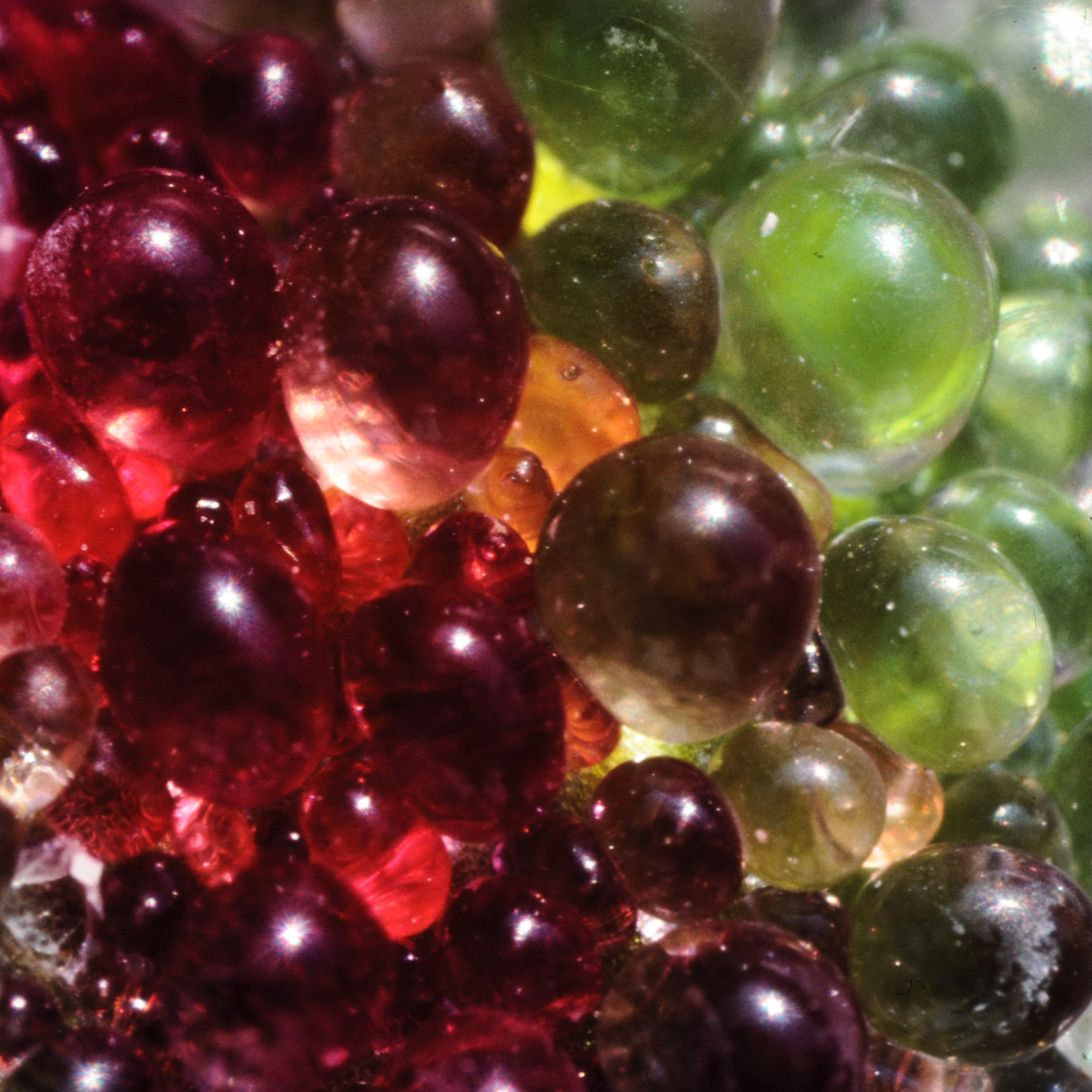
Détail des vésicules.

### Appareil reproducteur
La floraison a lieu entre mars et octobre. Les fleurs, blanches, mais parfois teintées de rouge, apparaissent au niveau de bourgeons axillaires du sommet des tiges florales. La fleur, qui mesure environ 2,5 cm de diamètre, est constituée de nombreux pétales très étroits de 6 à 9 mm de long et de nombreuses étamines. La base de la fleur puis du fruit porte des vésicules ou "perles" pleines d'eau, d'assez grande taille.
Elle fleurit de mars à octobre selon Spellenberg, et de juillet à septembre selon Plants for a Future.

Mesembryanthemum crystallinum
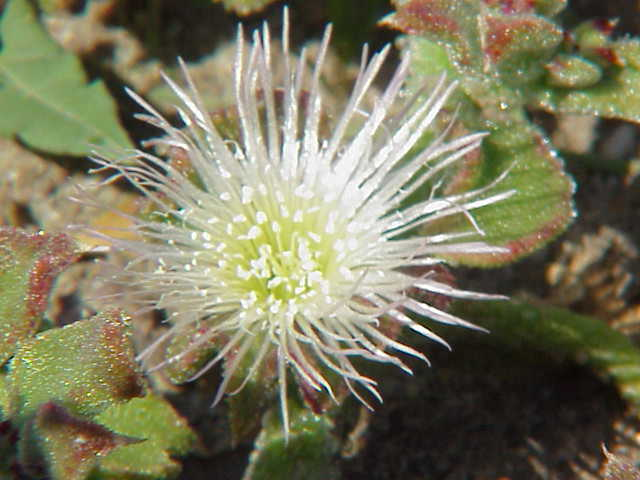
Fleur.
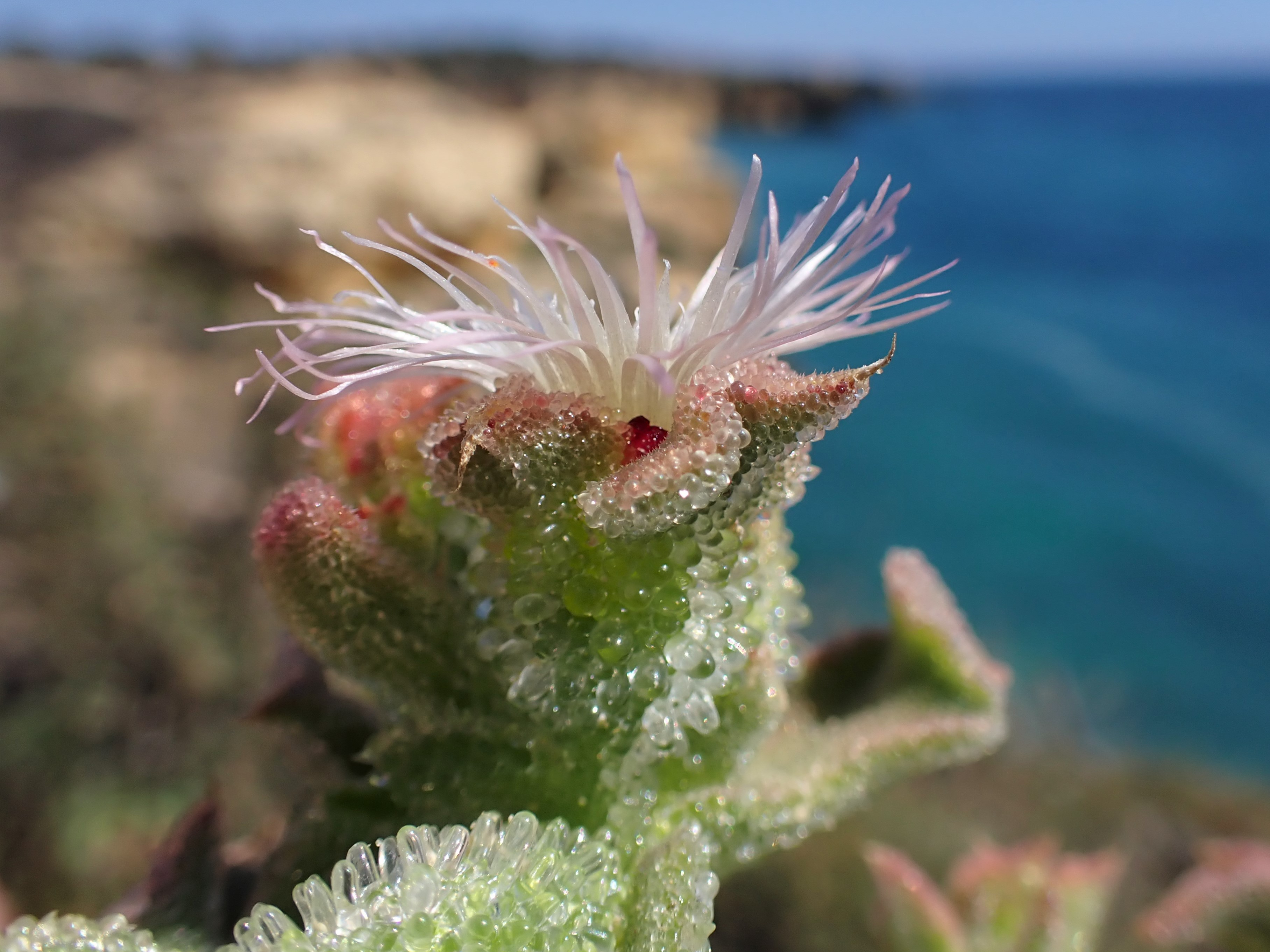
Fleur, profil.
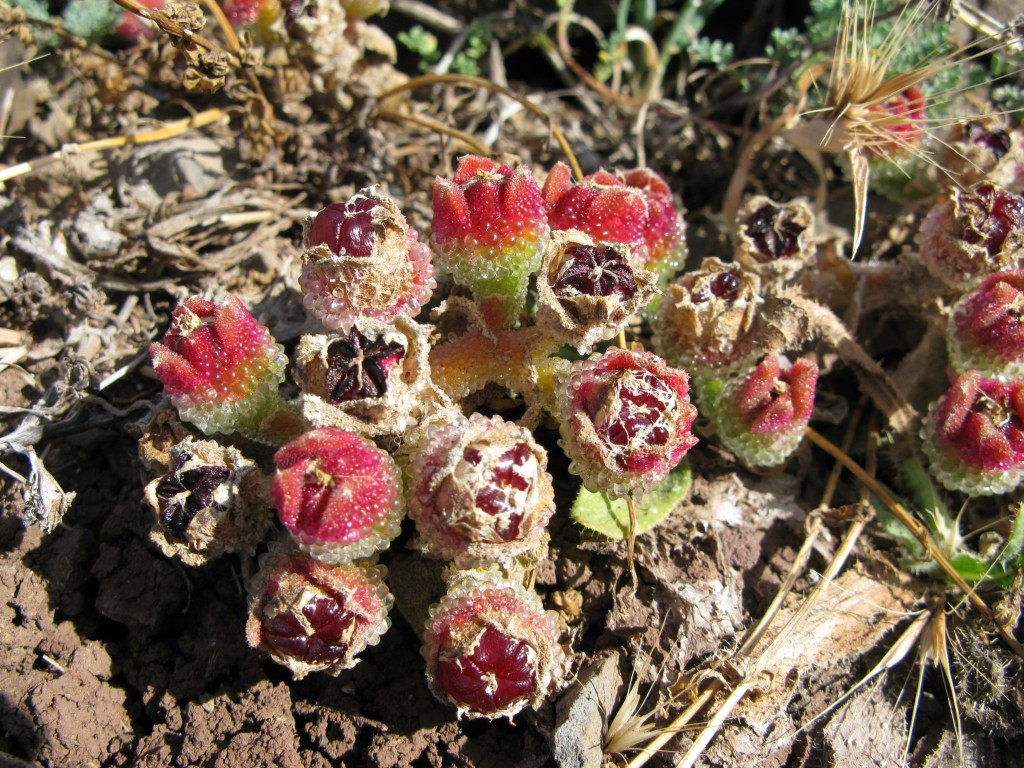
Groupe de fruits en formation.
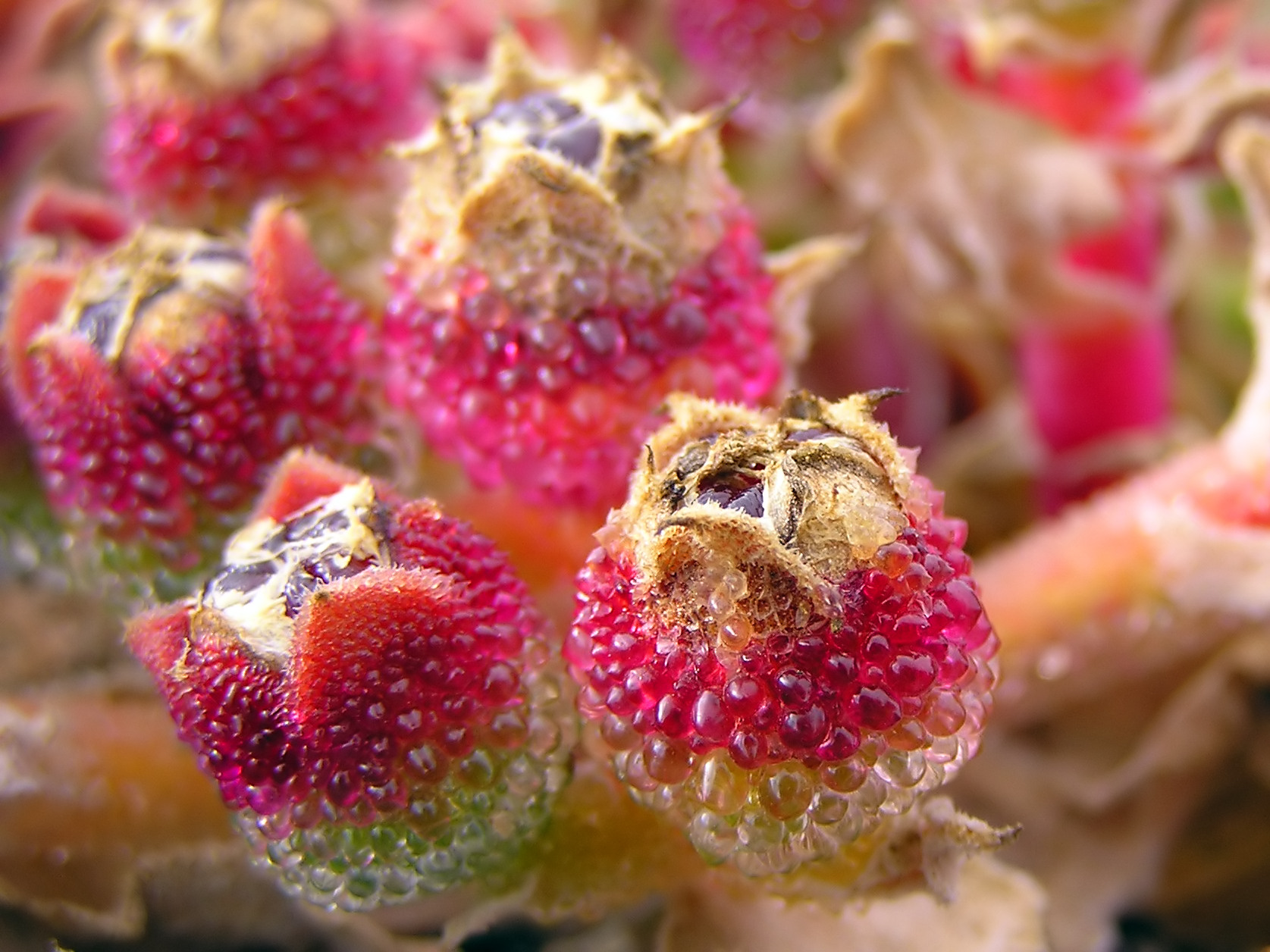
Détail de fruit en formation.

## Physiologie
Durée et cycle de vie
Mesembryanthemum crystallinum peut être annuelle, bisannuelle ou perenne (le Western Australian Herbarium (en) de Perth en Australie a conservé un spécimen de 1998 jusqu'à au moins 2004), mais son cycle de vie est généralement bouclé en quelques mois, selon les conditions environnementales.
Pour cette espèce (de même que pour M. nodiflorum), les graines germent pendant la saison froide. Les plants grandissent jusque vers le milieu ou la fin de l'été, puis se dessèchent et meurent. Dans des conditions favorables, certains plantes peuvent survivre une autre année. En laboratoire, cinq stades de croissance ont été identifiés : germination, plantule, adulte, floraison et production de graines.
Mode de fixation du carbone
C'est une plante à fixation du carbone en C3 ; mais si, lorsqu'elle est au stade adulte, elle subit un stress dû à un manque d'eau ou un excès de sel dans son environnement, elle est alors capable de passer à un métabolisme acide crassulacéen (mécanisme CAM pour Crassulacean Acid Metabolism).
Tolérance au sel
De ce point de vue, son environnement préféré est une salinité modérée. La croissance est optimale autour de 0,1-0,2 M NaCl (concentration molaire). Elle tolère bien une salinité allant jusqu'à 0,5 M NaCl et son développement reproductif en est accéléré. 
Comme beaucoup de plantes tolérantes au sel, M. crystallinum accumule du sel pendant toute sa vie ; il est réparti dans toute la plante, avec la plus grande concentration dans les cellules épidermales ou vésicules. Quand la plante meurt, le sel est relâché sur place ; ceci limite la croissance d'espèces de plantes non-tolérantes au sel, tandis que les graines de M. crystallinum peuvent germer.
Mésembrine
Cette plante contient également un alcaloïde indolique, la mésembrine, qui semble induire un effet anti-dépresseur chez le rat.

## Répartition et habitat
Elle pousse à l'état sauvage en terrain aride et caillouteux ou sablonneux avec un climat méditerranéen.
Cette plante est originaire d'Afrique du sud et a été introduite dans le sud de l'Europe, mais aussi en Amérique du Nord . En Amérique du Nord, on la trouve aux États-Unis du sud de la Californie jusque dans la péninsule de Basse-Californie au Mexique.

Mesembryanthemum crystallinum, diverses locations
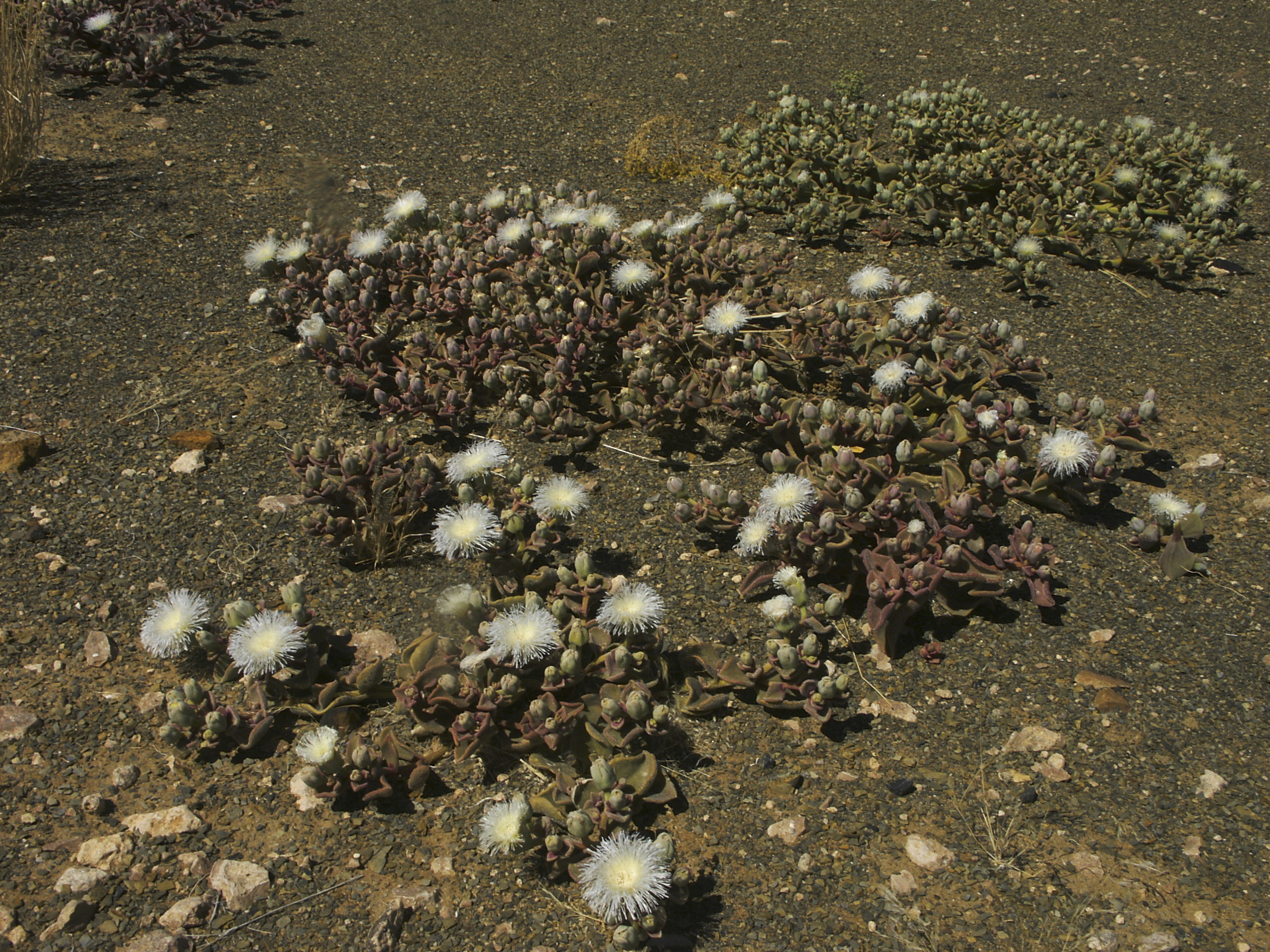
Réserve naturelle de Goegap (en), Namaqualand, Cap-Nord, Afr. du Sud.
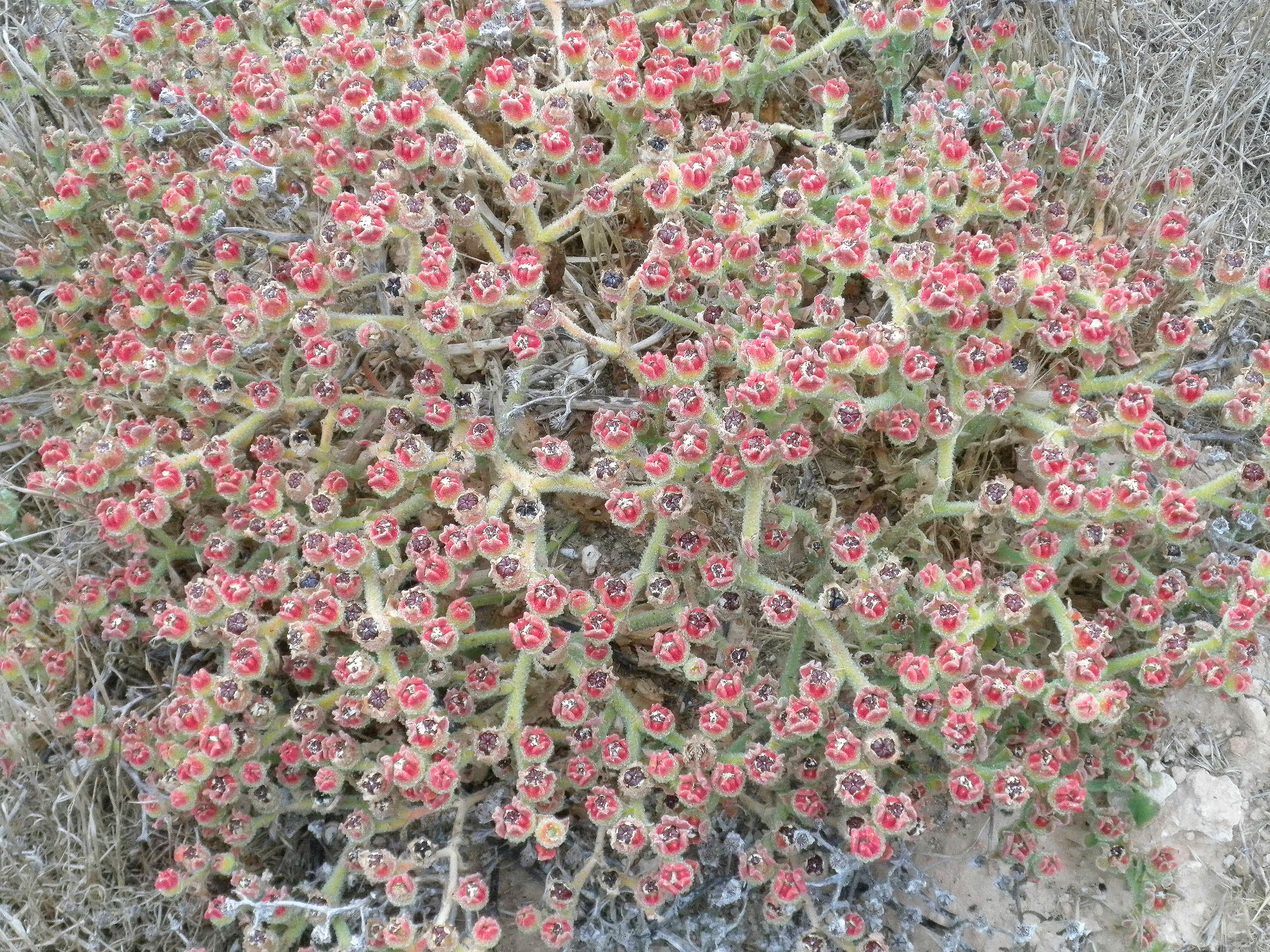
Lagune de la Mata, Espagne, côte sud-est.
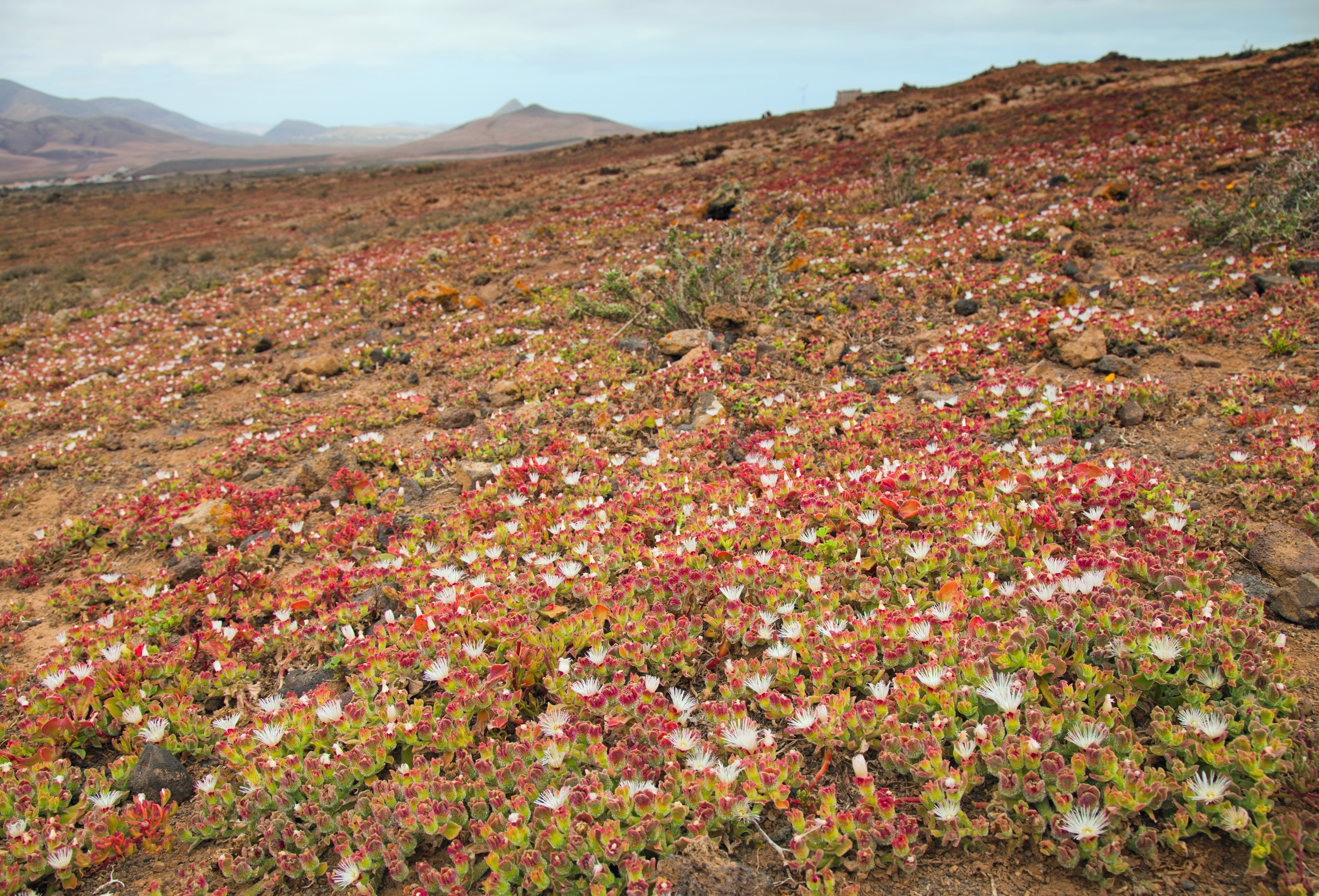
Fuerteventura, îles Canaries.
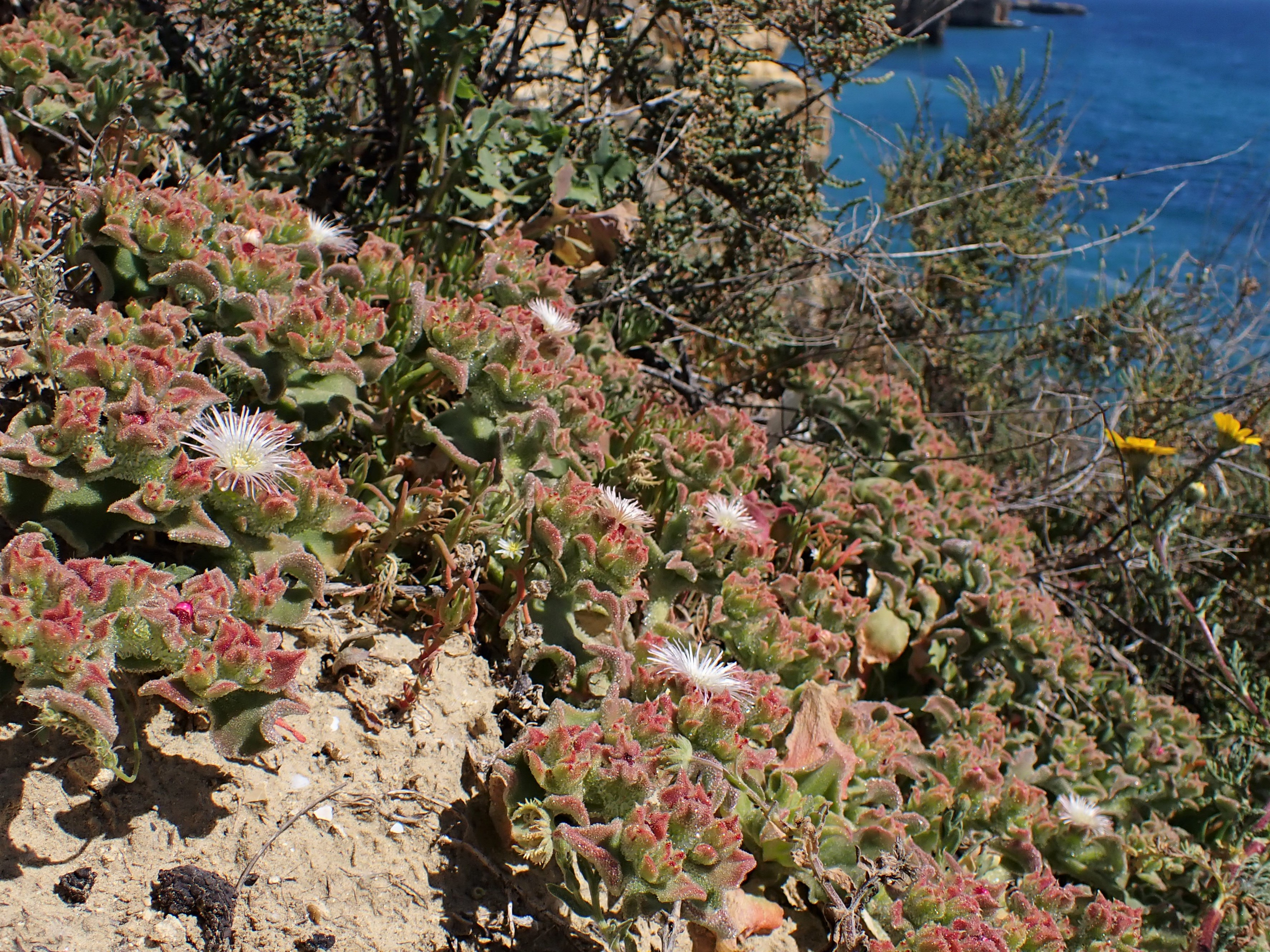
Faro, Portugal.
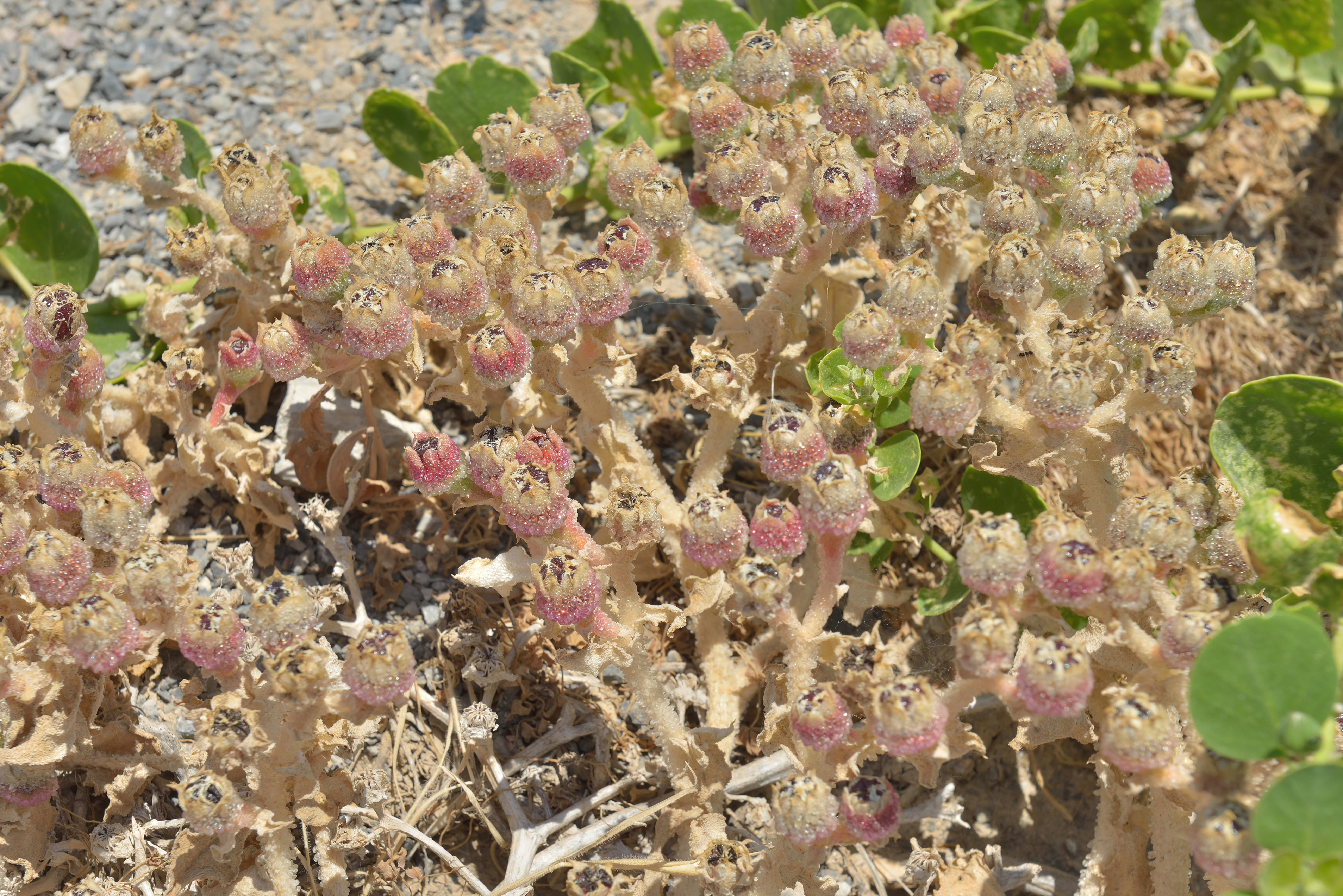
Entre Stavroménos et Kokkíni Cháni, Crète, côte nord.
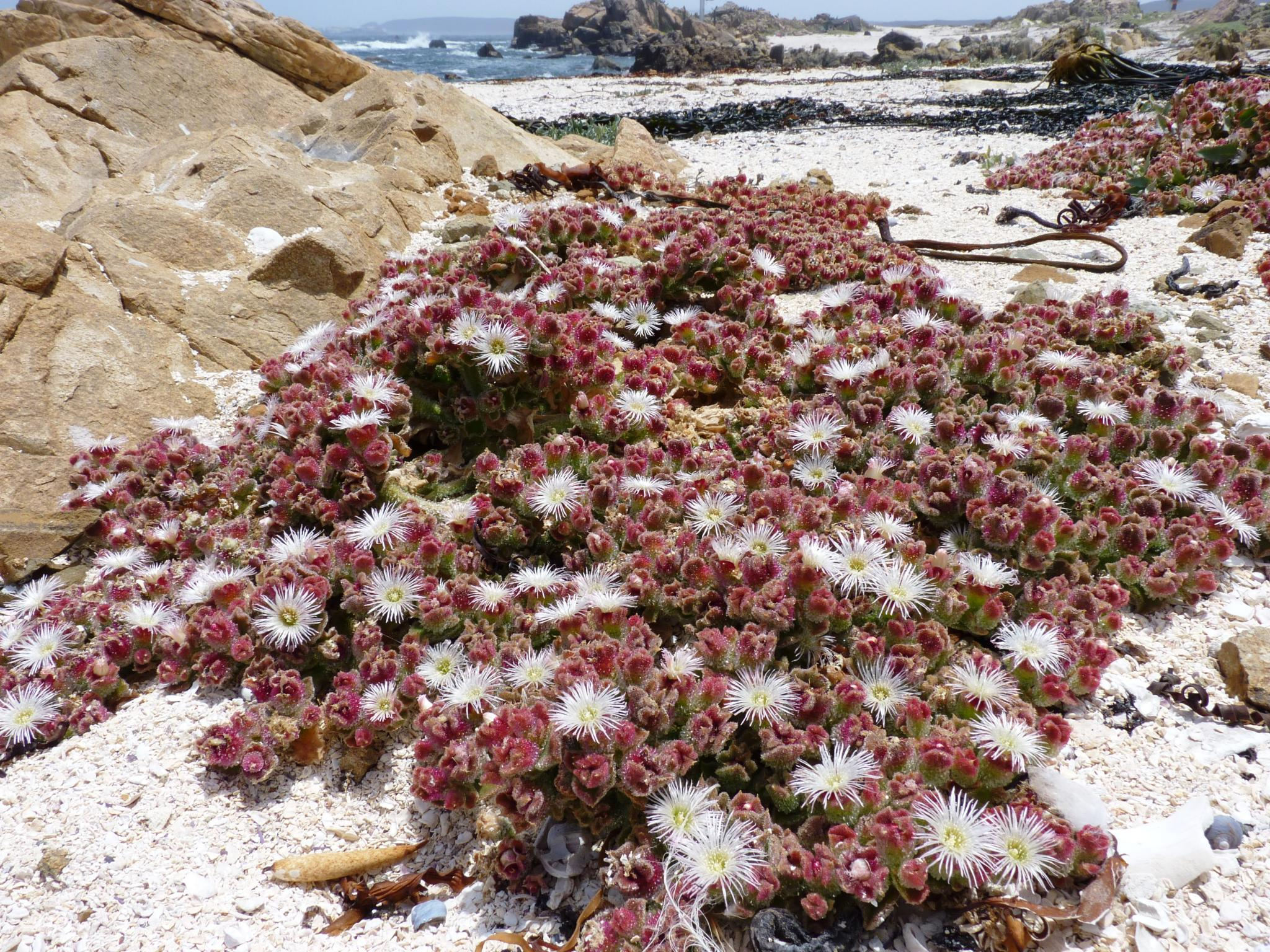
Environs de Los Vilos, Chili.

## Utilisations

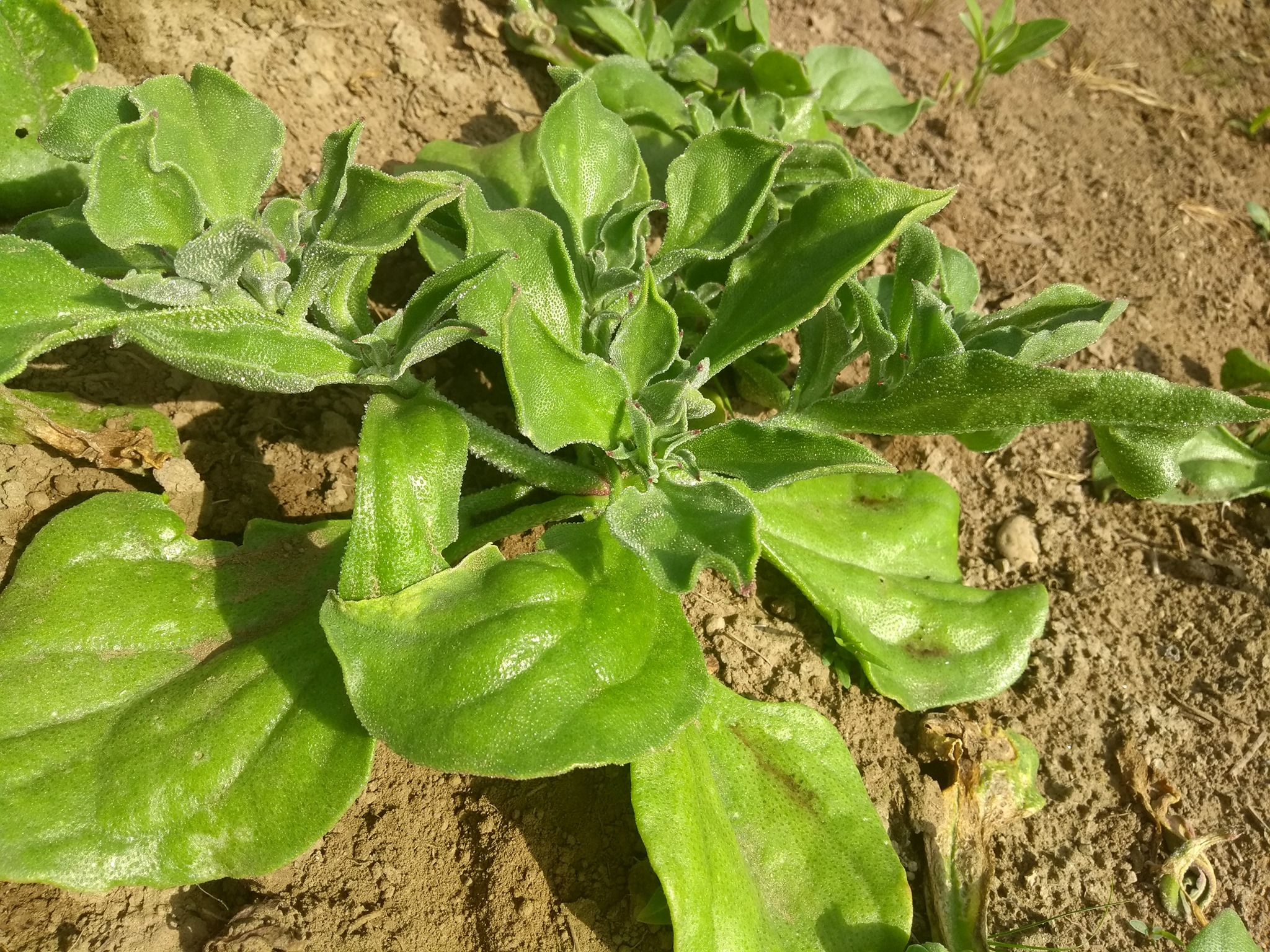
Les tiges et les feuilles sont consommées.

### Usage culinaire
Les feuilles sont comestibles cuisinées à la manière des épinards ou crues en salade. Elles ont un goût iodé qui n'est pas sans rappeler la salicorne, voire certains fruits de mer. À la Réunion, elle est désignée sous le terme de brède glaciale.
Sa saveur acide et sa texture ferme en font une salade surprenante qui se marie fort bien avec les fruits de mer. On consomme cru aussi bien ses tiges que ses feuilles. Cuites, rapidement sautées dans du beurre, elles sont un substitut aux épinards. Les feuilles peuvent être conservées dans du vinaigre.

### Usage médicinal
L'extrait de cette plante est un puissant antioxydant et a aussi des capacités antibactériennes. La plante contribue à former un film protecteur sur les muqueuses et est diurétique. Traditionnellement, elle est utilisée pour le traitement de l'inflammation des muqueuses pulmonaires et des muqueuses génito-urinaires. Les feuilles sont utilisées dans le traitement de l'ascite, de la dysenterie et des maladies du foie et des reins.

### Autres usages
Les feuilles écrasées peuvent servir de substitut au savon.
Sa capacité d'absorption du sel ouvre des possibilités en bioremédiation.